# Gare de Douai
La gare de Douai est une gare ferroviaire française de la ligne de Paris-Nord à Lille, située à proximité du centre-ville de Douai, sous-préfecture du département du Nord, en région Hauts-de-France.
Elle est mise en service en 1846, par la Compagnie des chemins de fer du Nord.
C'est une gare de la Société nationale des chemins de fer français (SNCF), desservie par des TGV inOui et des trains TER Hauts-de-France.

## Situation ferroviaire
Établie à 25 mètres d'altitude, la gare de bifurcation de Douai est située au point kilométrique (PK) 217,434 de la ligne de Paris-Nord à Lille, entre les gares de Corbehem et de Pont-de-la-Deûle.
Elle est également l'origine de la ligne de Douai à Blanc-Misseron (la gare suivante est Montigny-en-Ostrevent), et l'aboutissement de la ligne de Saint-Just-en-Chaussée à Douai (après la gare de Sin-le-Noble).

## Histoire
La gare de Douai est mise en service le 1er avril 1846 par la Compagnie des chemins de fer du Nord, lorsqu'elle ouvre la section d'Arras à la frontière de sa ligne de Paris à Lille et à la frontière belge. Une gare monumentale est ensuite construite ; elle est détruite lors du bombardement allié du 11 août 1944, qui ciblait les installations ferroviaires et occasionna d'importantes destructions dans la cité de Gayant.
Le tableau du classement par produit des gares du département du Nord pour l'année 1862, réalisé par Eugène de Fourcy, ingénieur en chef du contrôle, place la station de Douai au 7e rang, et au 12e pour l'ensemble du réseau du Nord, avec un total de 1 197 798,03 francs. Dans le détail, cela représente : 428 025,33 francs pour un total de 181 410 voyageurs transportés, la recette marchandises étant de 61 436,92 francs (grande vitesse) et 708 335,78 francs (petite vitesse).
Douai était autrefois reliée à Orchies par Pont-de-la-Deûle, via la ligne de Pont-de-la-Deûle à Bachy - Mouchin et à Lens par Corbehem, via la ligne de Lens à Corbehem.

Vues du bâtiment voyageurs
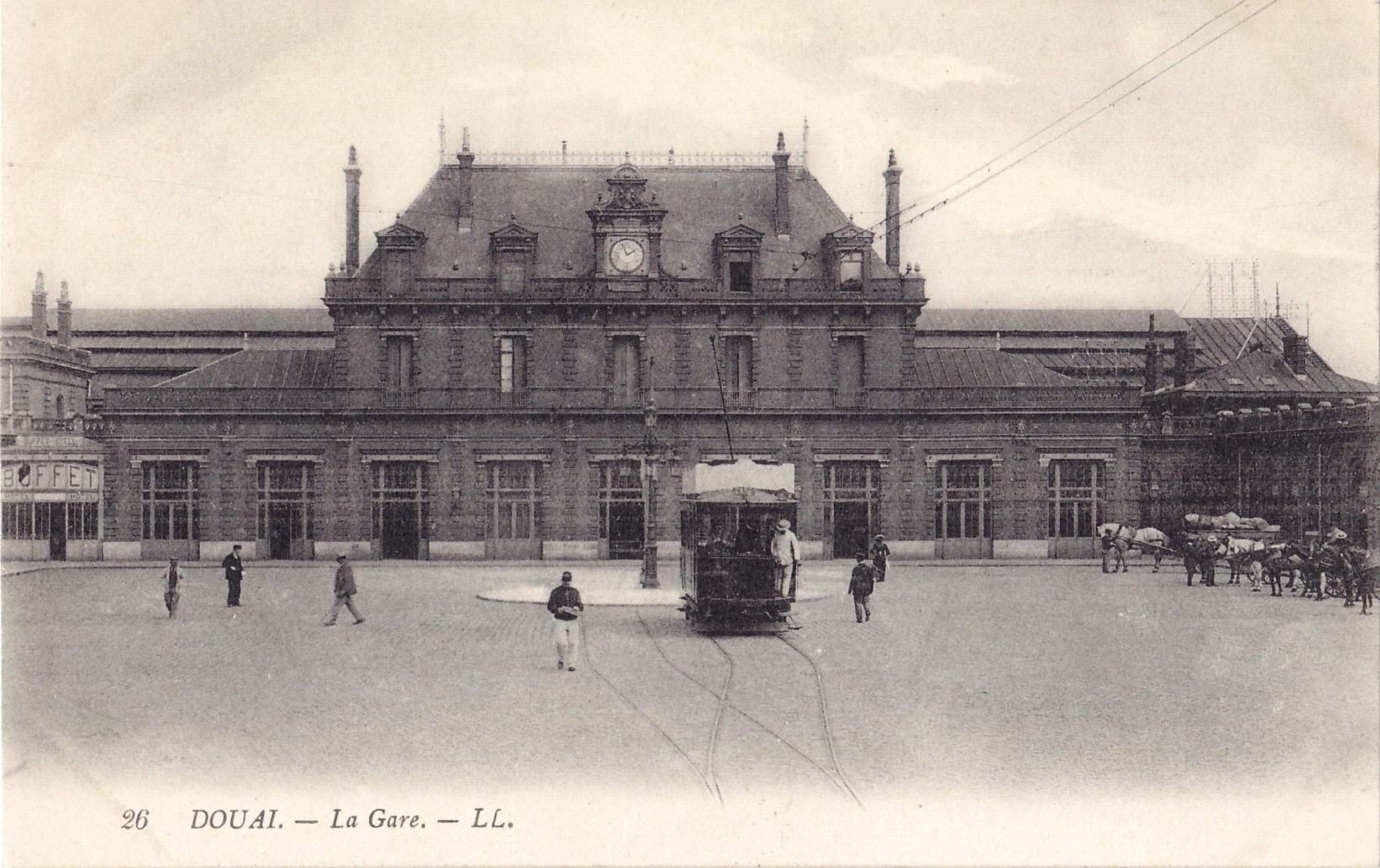
Desserte par le tramway, vers 1900.
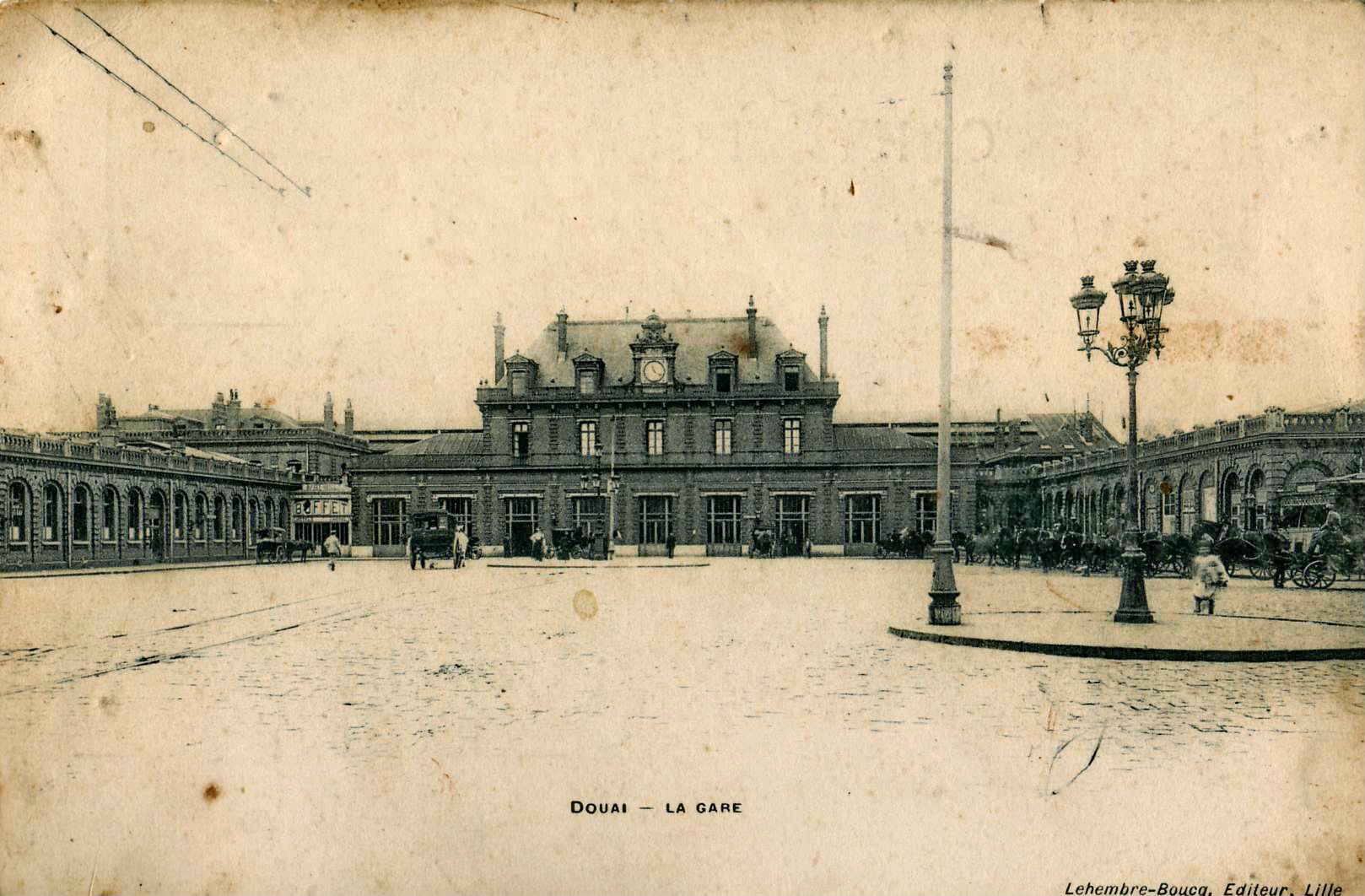
Avant 1914.
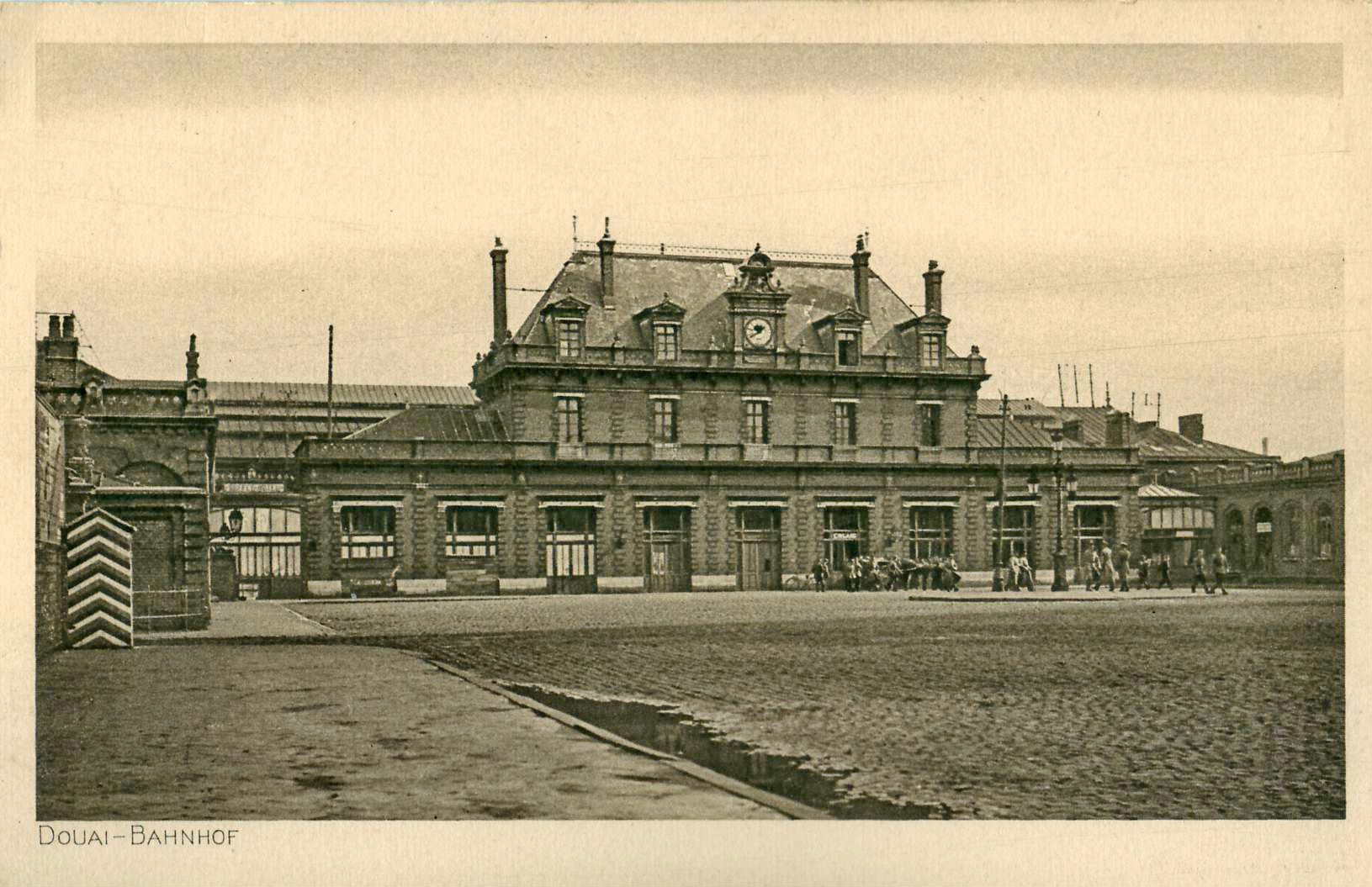
Sous l'Occupation (1914-1918).

Le sculpteur Jean-Baptiste Carpeaux réalisa un portrait-charge en plâtre de Cherzère, chef de gare à Douai ; cette œuvre est conservée au musée des Beaux-Arts de Valenciennes.
Le 25 septembre 1984, est créée la première liaison TGV province – province. Reliant Lille à Lyon, elle dessert Arras, Douai et Longueau.
La dernière réhabilitation du bâtiment actuel date de 1994.
La relation par train Lunéa entre Lille et Nice, desservant la gare, a cessé depuis le 25 juin 2009.
Entre octobre 2023 et fin 2024, une passerelle de 300 m de long est construite. Elle permettra : de franchir le faisceau de la gare (comportant 23 voies), qu'elle desservira par l'intermédiaire d'un escalier et de deux ascenseurs, et d'atteindre un parking silo ; de relier entre eux le centre-ville et le quartier Notre-Dame, d'une part, et la Clochette ainsi que le futur quartier d'affaires EuraDouai, d'autre part.

## Fréquentation
De 2015 à 2023, selon les estimations de la SNCF, la fréquentation annuelle de la gare s'élève aux nombres indiqués dans le tableau ci-dessous.
| Année                      | 2015      | 2016      | 2017      | 2018      | 2019      | 2020      | 2021      | 2022      | 2023      |
| -------------------------- | --------- | --------- | --------- | --------- | --------- | --------- | --------- | --------- | --------- |
| Voyageurs                  | 2 908 863 | 2 863 936 | 2 974 200 | 2 823 221 | 3 049 203 | 1 960 495 | 2 312 445 | 2 964 246 | 3 221 478 |
| Voyageurs et non voyageurs | 3 636 078 | 3 579 920 | 3 717 750 | 3 529 027 | 3 811 503 | 2 450 619 | 2 890 557 | 3 705 307 | 4 026 847 |

## Service des voyageurs

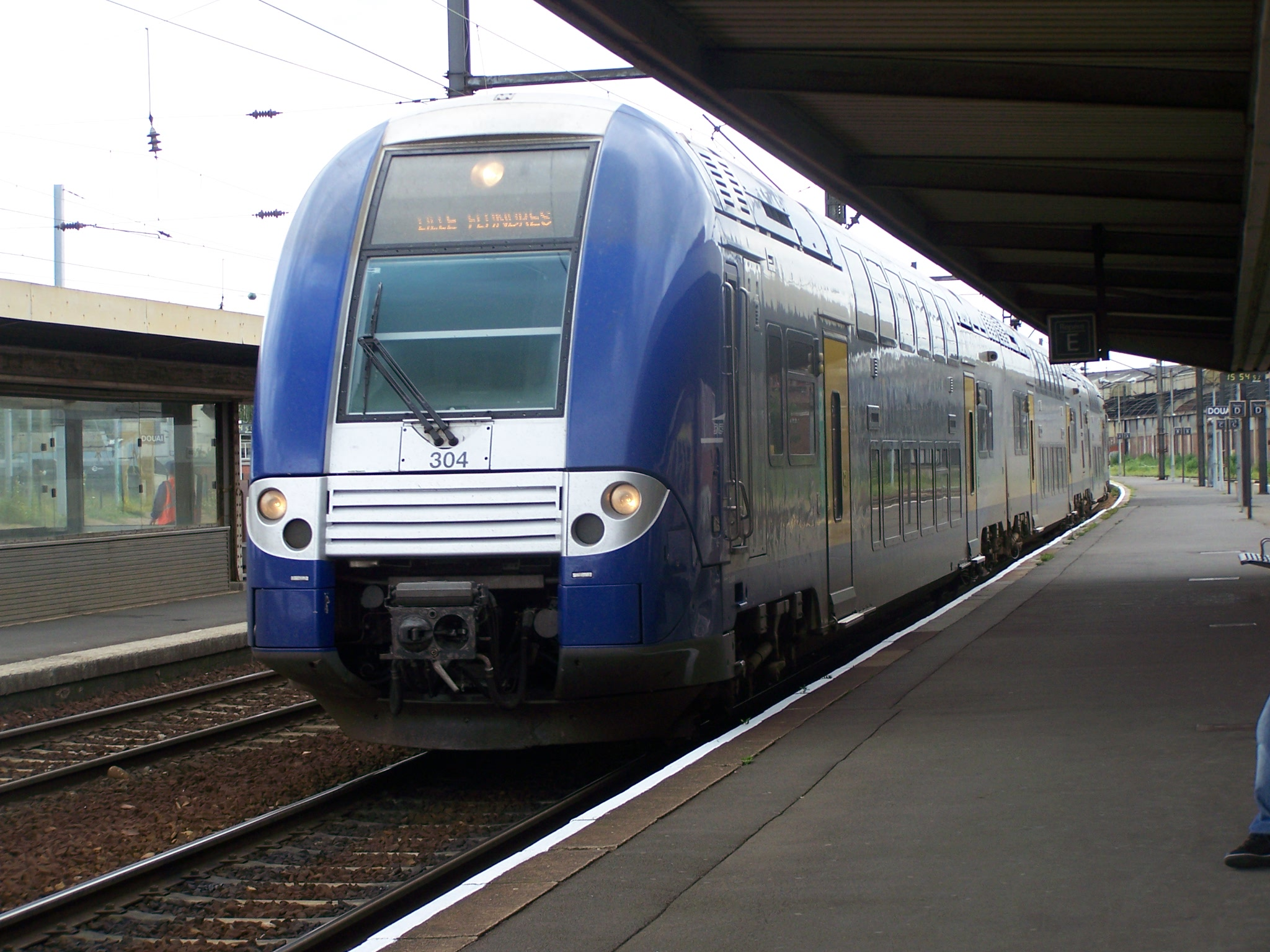
Vue sur des quais et des voies, avec un TER.

### Accueil
Gare SNCF, elle dispose d'un bâtiment voyageurs, avec guichet, ouvert tous les jours. Elle est équipée d'automates pour l'achat de titres de transport. C'est une gare « Accès Plus » disposant d'aménagements, d'équipements et de services pour les personnes à la mobilité réduite.
Un souterrain permet la traversée des voies et le passage d'un quai à l'autre.

### Desserte
Douai est desservie par :
- des TGV inOui (liaisons : de Paris-Nord à Valenciennes, et de Paris-Nord à Boulogne-sur-Mer via Lille-Europe ; de Lille-Flandres à Nantes, Bordeaux et Lyon, ainsi que Bourg-Saint-Maurice en hiver, via l'aéroport Charles-de-Gaulle) ;
- des TER Hauts-de-France (liaisons vers Valenciennes, Lille-Flandres, Amiens, Paris-Nord, Rouen, Saint-Quentin, Cambrai, Lens et Arras).

### Intermodalité
Un parc à vélos et un parking sont aménagés à ses abords.
Elle est desservie par le réseau urbain Évéole, aux arrêts suivants :
- Gare (lignes A, 2, 4 et Binbin) ;
- Place Carnot (lignes A, 2, 3, 5, 6, 7, 13, 14, 15, 16, 20 et 21).

Ce dernier arrêt est également desservi par les réseaux interurbains Arc-en-Ciel (lignes 821, 856 et 857) et Oscar (lignes 411 et 412).